# Australerpeton cosgriffi
Australerpeton es un género extinto de temnospóndilo archegosáurido que vivió durante el periodo Pérmico en lo que hoy es Brasil, Fue nombrado en 1998, el género se colocó originalmente dentro de la nueva familia Australerpetontidae. Sin embargo, estudios posteriores cuestionaron la sistemática utilizada en la descripción original, y se incluyó después en la familia Archegosauridae. Un estudio más reciente reasignó a Australerpeton a la familia Rhinesuchidae dentro del suborden Stereospondyli, basado en una evaluación anterior de la familia. En el estudio, las similitudes entre Australerpeton y los archegosáuridos se atribuyeron a la evolución convergente, como resultado de un estilo de vida semiacuática similares.